# Andreas In der Au
Andreas In der Au, auf der Bühne AIDA (* 10. November 1983 in Erfurt), ist ein deutscher Autor, Moderator und Slam-Poet.

## Leben
Seit 2011 tritt In der Au mit seiner Lyrik und Prosa unter dem Akronym AIDA bei Poetry Slams im gesamten deutschsprachigen Raum auf. Dabei steht bei seinen Auftritten vor allem die lebendige Performance im Vordergrund. Die FAZ schrieb über ihn: „Er tanzt und singt, er pöbelt, er schreit auch mal, er strotzt vor Energie.“ Er gilt mit rund 200 Auftritten im Jahr als einer der aktivsten deutschen Slam-Poeten. 2011 erreichte er bei den baden-württembergischen Slam-Landesmeisterschaften in Stuttgart den Vize-Titel im Einzelwettbewerb. In den Jahren 2011 bis 2016 konnte er sich durchgängig für die deutschsprachigen Slam-Meisterschaften qualifizieren. 2012 wurde er in Jena thüringischer Slam-Landesmeister. In den Jahren 2014 (Erfurt), 2016 (Weimar) und 2018 (Nordhausen) war er Organisator ebenjener Meisterschaften. Ausrichter war jeweils der von ihm gegründete Verein Highslammer e. V., der sich seitdem verantwortlich zeigt für diverse Literatur- und Kulturveranstaltung in Thüringen. In der Au ist regelmäßig Moderator dieser Veranstaltungen. etwa in Mönchgrün, Apolda, Ilmenau, Erfurt, Suhl, Gotha und Arnstadt. Er gilt als „das Gesicht des Thüringer Poetry Slams“. 2019 etwa ist er Ausrichter und Organisator der mehrtägigen deutschsprachigen U20-Slam-Meisterschaften in Erfurt. Darüber hinaus ist er auch als Workshop-Leiter für Kurse zu den Themen Poetry Slam und Kreatives Schreiben tätig.
Neben diversen Siegen bei Poetry Slams gewann In der Au diverse weitere Auszeichnungen für seine Kunst. 2012 wurde er Sonderpreisträger der Bundesinitiative "Toleranz fördern - Kompetenz stärken", 2013 erhielt er in Darmstadt beim Schlossgrabenfest den "Frizz-Stage-Award". Für seine Arbeit mit dem literarischen Nachwuchs bekam er 2018 den Friedrich-Bödecker-Kreis-Ehrenpreis für die Förderung des Literaturnachwuchses in Thüringen verliehen.
In der Au ist studierter Diplom-Finanzwirt (FH). Er lebt und arbeitet in seiner Geburtsstadt Erfurt.

## Auszeichnungen
- 2012: Slam-Landesmeister Thüringen
- 2012: Sonderpreisträger der Bundesinitiative "Toleranz fördern - Kompetenz stärken"
- 2013: Frizz-Stage-Award beim Schlossgrabenfest
- 2018: Sieg bei der "Goldenen Feder" in Eisenach[13]

## Veröffentlichungen (Auswahl)
- Highslammer e. V. (Hrsg.): Poetry Slam in Thüringen. Satyr Verlag, 2016, ISBN 978-3-944035-74-1.